# Matt Kenseth
Matthew Roy Kenseth (Cambridge, 10 marzo 1972) è un pilota automobilistico statunitense.

## Carriera
Roy Matthew, semplicemente conosciuto come Matt, è un pilota professionista che corre nella serie NASCAR con una Toyota Camry numero 20 nella Sprint Cup con il team Joe Gibbs Racing.
Avendo iniziato da giovanissimo, ha corso dapprima in Wisconsin e poi in tutti gli USA ottenendo una rapida ascesa.

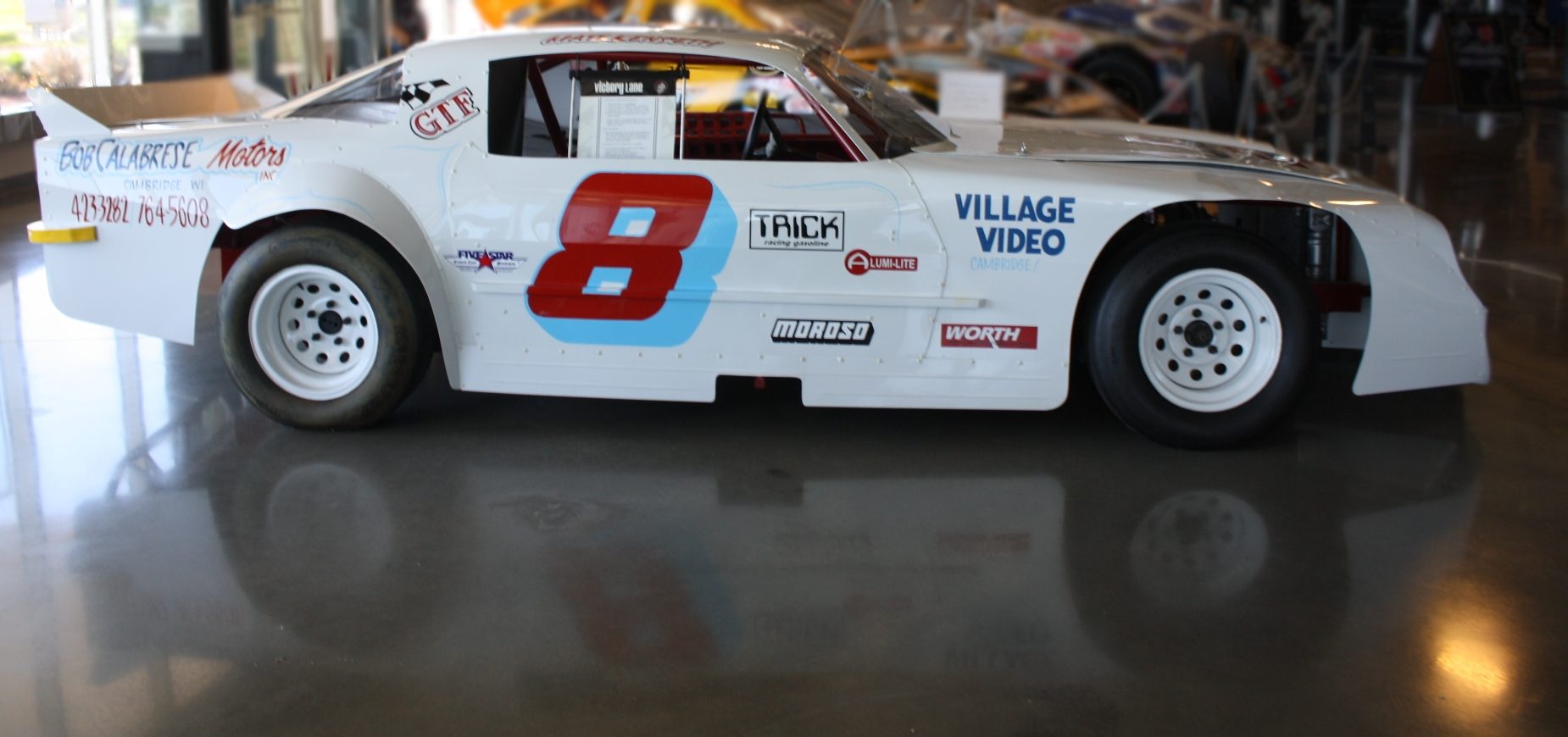
L'auto della Columbus 151 Speedway guidata da Matt e custodita in un museo.

Prima di intraprendere la sua carriera professionistica nella serie NASCAR, iniziò con il touring correndo nell'American Speed Association per poi arrivare a gareggiare nel trofeo NASCAR Busch Series ora diventato il trofeo nazionale.
Nel 2000 ha vinto il suo primo trofeo NASCAR vincendo il premio Rookie of the Year come miglior pilota esordiente mentre nel 2003, il suo terzo anno da professionista, ha vinto la Sprint Cup venendo poi invitato nella stagione successiva a correre nella International Race of Champions vincendo il trofeo come primo classificato (NASCAR Iroc XXVIII).
Nel 2009 e poi nel 2012 ha vinto nella prestigiosa Daytona 500.

## Vita privata
Sposatosi nel 2000 con la concittadina Katie Martin che da una relazione passata aveva già un figlio hanno avuto il loro primo figlio Kaylin Nicola il 6 luglio 2009.
Matt ha anche quattro animali domestici, gattini di nome Lars il primo poi Ulrich dei Metallica (band preferita di Kenseth), Charlotte in onore della sua prima vittoria Sprint Cup e Sulley.
Tutti e quattro i gatti sono stati fotografati da l'organizzazione NASCAR per i fondi contro l'abbandono e la violenza sugli animali.
Matt oltre a correre gestisce anche un proprio museo nella sua città natale di Cambridge dove si trovano tutti i suoi oggetti, caschi, guanti e auto che ne hanno fatto la storia compresa l'auto che gli ha dato la vittoria nel trofeo Busch e quella della vittoria della Sprint Cup 2003.

## Risultati

### Daytona 500
| Anno | Team                | Costruttore | Iniziato | Finito |
| ---- | ------------------- | ----------- | -------- | ------ |
| 2000 | Roush Racing        | Ford        | 24       | 10     |
| 2001 | Roush Racing        | Ford        | 16       | 21     |
| 2002 | Roush Racing        | Ford        | 40       | 33     |
| 2003 | Roush Racing        | Ford        | 35       | 20     |
| 2004 | Roush Racing        | Ford        | 21       | 9      |
| 2005 | Roush Racing        | Ford        | 14       | 42     |
| 2006 | Roush Racing        | Ford        | 11       | 15     |
| 2007 | Roush Fenway Racing | Ford        | 10       | 27     |
| 2008 | Roush Fenway Racing | Ford        | 28       | 36     |
| 2009 | Roush Fenway Racing | Ford        | 39       | 1      |
| 2010 | Roush Fenway Racing | Ford        | 24       | 8      |
| 2011 | Roush Fenway Racing | Ford        | 9        | 34     |
| 2012 | Roush Fenway Racing | Ford        | 4        | 1      |
| 2013 | Joe Gibbs Racing    | Toyota      | 12       | 37*    |
| 2014 | Joe Gibbs Racing    | Toyota      | 3        | 6      |
| 2015 | Joe Gibbs Racing    | Toyota      | 35       | 35     |
| 2016 | Joe Gibbs Racing    | Toyota      | 2        | 14     |
| 2017 | Joe Gibbs Racing    | Toyota      | 9        | 40     |

## Palmarès
NASCAR Sprint Cup Series
- 1 volta  nella NASCAR Sprint Cup Series (2003)